# Michael-Benedikt af Sachsen-Weimar-Eisenach
Michael-Benedikt, prins af Saxe-Weimar-Eisenach (tysk Michael-Benedikt Prinz von Sachsen-Weimar-Eisenach und Graf von Wettin) (født 15. november 1946 i Bamberg i Franken i Bayern) er en tysk prins og det nuværende overhoved for det storhertuglige hus Sachsen-Weimar-Eisenach. Han er den eneste søn af Karl August af Sachsen-Weimar-Eisenach og sønnesøn af Wilhelm Ernst af Sachsen-Weimar-Eisenach, der var den sidste storhertug af Sachsen-Weimar indtil 1918.

## Ægteskab og efterkommere
I 1970 giftede Michael-Benedikt sig med Renate Henkel (født 17. september 1947). Ægteskabet var barnløst, og det blev opløst i 1974.
I 1980 giftede han sig med Dagmar Hennings (født 24. juni 1948). De har datteren Leonie Mercedes Augusta Silva Elisabeth Margarethe (født 30. oktober 1986 i Frankfurt am Main).
Den saliske lov gælder i Huset Sachsen-Weimar. Derfor har datteren ikke arveret til posten som overhoved for slægten. De nærmeste arvinger er Michael-Benedikts fætter Wilhelm Ernst Prinz von Sachsen-Weimar-Eisenach (født 1946) og indtil sin død i en rideulykke i Northamptonshire i 2018 også dennes søn Georg Constantin (1977 - 2018).